# Eisenbartling (Tuntenhausen)
Eisenbartling ist ein Ortsteil der Gemeinde Tuntenhausen im oberbayerischen Landkreis Rosenheim. Der Ort liegt nordöstlich des Kernortes Tuntenhausen. Nördlich vom Ort fließt die Attel, ein linker Zufluss des Inns.

## Sehenswürdigkeiten
In der Liste der Baudenkmäler in Tuntenhausen sind für Eisenbartling drei Baudenkmäler aufgeführt: 
- Die Kapelle im Ostermünchner Feld ist ein gotisierender Satteldachbau, bezeichnet 1900, mit Dachreiter und leicht eingezogenem Chor.
- Die zwei Bildstöcke (im Aschbacher Feld und in den Ehegartner Wiesen) sind beide Tuffpfeiler aus dem 17. Jahrhundert.